# سازمان فضایی ایتالیا
سازمان فضایی ایتالیا (به ایتالیایی: Agenzia Spaziale Italiana) سازمان ملی فضایی کشور ایتالیا است که در سال ۱۹۸۸ بنیان‌گذاری شد و وظیفه تهیه و اجرای سیاست‌های هوافضا را به عهده دارد. به‌طور مستقیم زیر نظر وزارت آموزش، دانشگاه و تحقیقات ایتالیا اداره شده و بودجه آن توسط دولت برای طراحی، توسعه و مدیریت عملیاتی مأموریت هوافضا با اهداف و برنامه‌های کاربردی علمی تأمین می‌گردد. مخفف نام این سازمان ASI است.